# Night of Champions (2015)
L’édition 2015 de Night of Champions est une manifestation de catch (lutte professionnelle) télédiffusée et visible uniquement en paiement à la séance ainsi que sur la chaîne de télévision française AB1 (payante). L'événement, produit par la WWE, a eu lieu le 20 septembre 2015 dans la salle omnisports Toyota Center à Houston, dans le Texas. Il s'agit de la neuvième édition de Night of Champions.

## Contexte
Les spectacles de la WWE en paiement à la séance sont constitués de matchs aux résultats prédéterminés par les scénaristes de la WWE. Ces rencontres sont justifiées par des storylines — une rivalité avec un catcheur, la plupart du temps — ou par des qualifications survenues dans les émissions de la WWE telles que Raw, SmackDown, Superstars et Main Event. Tous les catcheurs possèdent une gimmick, c'est-à-dire qu'ils incarnent un personnage gentil ou méchant, qui évolue au fil des rencontres. Un pay-per-view comme Night of Champions est donc un événement tournant pour les différentes storylines en cours.

### Seth Rollins contre Sting
Le 23 août à SummerSlam, Seth Rollins bat John Cena pour conserver le championnat du monde poids-lourds de la WWE et pour remporter le championnat des États-Unis que détient son adversaire grâce à l'intervention de Jon Stewart qui avait attaqué ce dernier avec une chaise. Le lendemain, l'Autorité a tenté de présenter Rollins avec une statue de bronze que lui-même a demandé  pour avoir remporté le titre ce que Triple H accepte, mais  Sting  fait son retour à la WWE pour la première fois depuis  WrestleMania 31  et a attaqué Rollins, défiant Rollins pour le WWE World Heavyweight Championship en l'élevant au-dessus de sa tête. Triple H a ensuite annoncé sur le réseau de la WWE (Network) que Rollins défendrait son titre contre Sting à l'événement. Le 7 septembre à Raw, Sting détruit la statue de Seth Rollins.

### Seth Rollins contre John Cena
Lors de Summerslam, Seth Rollins bat John Cena pour conserver le WWE World Heavyweight Championship  et pour remporter le titre que Cena avait, le  WWE United States Championship  grâce à l'intervention de  Jon Stewart  qui avait attaqué ce dernier  avec une chaise.Le lendemain à Raw, alors que  Jon Stewart  allait expliquer la raison pour laquelle il avait attaqué  John Cena  la veille pendant son match de championnat , il se fait confronter par ce dernier qui l’attaque en lui portant un Attitude Adjustement.Le 31 août à Raw, John Cena invoque une clause de revanche pour faire face à Rollins pour le Championnat des États-Unis à Night of champions.

### Roman Reigns, Dean Ambrose et Chris Jericho contre The Wyatt Family
Lors de SummerSlam, Roman Reigns et Dean Ambrose ont battu Bray Wyatt et Luke Harper. Le 24 août à Raw, lors d'un match de revanche entre les deux équipes, Braun Strowman fait ses débuts à la WWE et s'allie à Bray Wyatt et Harper en attaquant Reigns et Ambrose. Le 31 août à Raw, Strowman fait ses débuts dans le ring, en battant Dean Ambrose par disqualification. Il est annoncé lors de Raw que la  Wyatt Family  affrontera Reigns, Ambrose et un équipier mystère.

### Dolph Ziggler contre Rusev
Lors de SummerSlam (2015) , Dolph Ziggler et Rusev font un double décompte à l'extérieur ce qui fait un match nul. Le 7 septembre à Raw, il est annoncé que Ziggler ferait face à Rusev sans Lana car elle est blessée, contrairement à Summer Rae qui sera aux côtés de Rusev.

### Nikki Bella contre Charlotte
Nikki Bella contre Charlotte dans un match simple pour le Championnat des Divas a été d'abord annoncé, mais le lundi qui précède le pay-per-view à Raw alors que Charlotte aurait une chance d'arrêter le record de longévité du titre des Divas détenu par Nikki Bella. Le 14 septembre à Raw, Charlotte  bat  Nikki Bella  par disqualification pour le titre des Divas après que Charlotte ait fait un Roll-up sur  Brie Bella alors que cette dernière avait échangé sa place avec sa sœur jumelle,Nikki, pendant le match sans que personne, pas même l’arbitre,ne s’en rende compte. À la fin du match, au moment où Charlotte célébrait sa victoire en gagnant le championnat des Divas,Stephanie McMahon arrive et annonce qu'elle a fait le tombé sur Brie au lieu de Nikki car Charlotte  ne savait pas que les jumelles avaient échangé  leurs places alors que Brie n'était même pas dans le match ; et qu’elle avait battu Nikki  par disqualification; donc de ce fait, Charlotte ne remporte donc pas le titre des Divas, donc Nikki reste championne au grand désespoir de cette dernière  et établit le plus long règne du championnat des Divas après avoir dépassé le record de longévité  d’ AJ Lee, dont le règne le plus long au titre était de 295 jours. Avec cette victoire, Nikki devient la championne des Divas au règne le plus long de l’histoire de la WWE. Il est alors annoncé que  Nikki Bella affrontera Charlotte pour le titre des Divas à Night of Champions , et que si Nikki convient à gagner le match par disqualification ou par décompte à l'extérieur, elle perdra le titre.

### The New Day contre Dudley Boyz
Lors de Summerslam, The New Day ont remporté les WWE Tag Team Championship dans un Fatal-4-Way qui était détenu par The Prime Time Players, comportait également The Lucha Dragons et Los Matadores. Le 24 août à Raw, les Dudley Boyz ont effectué leur grand retour en s'attaquant aux New Day et ont mis Xavier Woods à travers une table. Le 7 septembre à Raw, les Dudley Boyz ont annoncé que The New Day défendraient les titres par équipe contre les Prime Time Players la semaine suivante et les gagnants défendront les titres par équipe contre les Dudley Boyz. Le 14 septembre à Raw, The New Day battent The Prime Time Players pour les titres par équipe et donc The New Day défendront leurs titres contre Dudley Boyz à l'événement 

## Tableau des résultats
| #                                                                | Matchs | Stipulation | Durée |
| ---------------------------------------------------------------- | --- | --- | ----- |
| Pré-Show                                                         | The Cosmic Wasteland (Stardust, Konnor et Viktor) battent Neville & Lucha Dragons                                | Six-man Tag Team match | 09:44 |
| 1                                                                | Kevin Owens bat Ryback (c)                                                                                       | Match simple pour le WWE Intercontinental Championship                                                                            | 09:32 |
| 2                                                                | Dolph Ziggler bat Rusev (avec Summer Rae)                                                                        | Match simple | 13:47 |
| 3                                                                | Dudley Boyz (Bully Ray et Devon) battent The New Day (c) (avec Xavier Woods) par disqualification                | Match par équipe pour les WWE Tag Team Championship                                                                               | 09:57 |
| 4                                                                | Charlotte (avec Becky Lynch et Paige) bat Nikki Bella (c) (avec Brie Bella et Alicia Fox)                        | Match simple pour le WWE Divas Championship Si Nikki perd par disqualification ou par décompte à l'extérieur, elle perd le titre. | 12:41 |
| 5                                                                | The Wyatt Family (Bray Wyatt, Luke Harper et Braun Strowman) battent Roman Reigns, Dean Ambrose et Chris Jericho | Six-man Tag Team match | 13:04 |
| 6                                                                | John Cena bat Seth Rollins (c)                                                                                   | Match simple pour le WWE United States Championship                                                                               | 16:01 |
| 7                                                                | Seth Rollins (c) bat Sting                                                                                       | Match simple pour le WWE World Heavyweight Championship                                                                           | 14:56 |
| (c) désigne le(s) champion(s) défendant son titre dans le match. | | |       |